# Kovále
Kovále nebo Kovály (polsky Kowale, německy Kowali) jsou vesnice v jižním Polsku ve Slezském vojvodství v okrese Těšín v gmině Skočov. Leží na území Těšínského Slezska asi 4 kilometry severovýchodně od Skočova a patří k rybníkářské oblasti zvané Žabí kraj. Ke dni 25. 3. 2016 zde žilo 688 obyvatel, rozloha obce činí 3,49 km².
První zmínka o vesnici pochází z roku 1592. Patřila těšínskému knížectví a její název napovídá, že se jednalo o vesnici, jejíž obyvatelé poskytovali knížecímu dvoru kovářské služby. Roku 1920 byly Kováře spolu s celým východním Těšínskem rozhodnutím Konference velvyslanců připojeny k Polsku.
Od roku 1927 žil v Koválích v domě č.p. 9 Józef Rogala – zakladatel polské větve náboženského hnutí Adventistů sedmého dne Třetí části. V obci se dnes nachází jediná v Polsku farnost a kaple této malé církve.